# Dear Jack
Dear Jack ist eine italienische Pop-Rock-Band, die 2012 in Rom gegründet wurde. Bekannt wurde sie 2013 durch ihre Teilnahme an der Castingshow Amici di Maria De Filippi, in der sie den zweiten Platz erreichten sowie den Kritikerpreis gewannen.

## Bandgeschichte
Die Band wurde 2012 durch Francesco Pierozzi und Alessio Bernabei ins Leben gerufen, ihnen schlossen sich Lorenzo Cantarini, Alessandro Presti und Riccardo Ruiu an. Der Bandname bezieht sich auf Jack Skeletron, den Protagonisten des Films Nightmare Before Christmas. Ihre ersten Lieder waren in englischer Sprache gehalten und wurden online veröffentlicht. 2014 gelang ihnen im Team von Miguel Bosé der Finaleinzug in der Castingshow Amici di Maria De Filippi. Die Band landete hinter Deborah Iurato auf dem zweiten Platz und wurde mit dem Kritikerpreis ausgezeichnet.
Anfang Mai 2014 veröffentlichten Dear Jack das Album Domani è un altro film (prima parte), das Platz eins der italienischen Charts erreichte. Es wurde von Enrico Palmosi, Sabatino Salvati, Diego Calvetti und Francesco Silvestre (Modà) produziert. Silvestre wählte die Band auch als Vorgruppe für zwei Modà-Konzerte aus. Nach Auftritten bei den Music Awards und dem Coca-Cola Summer Festival absolvierte die Band zwischen Oktober und Dezember eine erste Tournee. Außerdem nahmen sie den Titelsong der dritten Staffel der Fernsehserie Che Dio ci aiuti auf.
Am Sanremo-Festival 2015 nahmen Dear Jack mit dem Lied Il mondo esplode tranne noi teil und erreichten den siebten Platz; anschließend erschien das zweite Album Domani è un altro film (seconda parte). Im März gewann die Band einen Kids’ Choice Award in der Kategorie Italienischer Lieblingssänger. Erneut nahmen sie am Coca-Cola Summer Festival teil und unternahmen eine zweite Tournee.
Ende 2015 kündigte Frontman Alessio Bernabei an, die Band zu verlassen, um eine Solokarriere starten zu können. Er wurde durch den ehemaligen X-Factor-Teilnehmer Leiner Riflessi ersetzt. In der neuen Formation nahm die Band am Sanremo-Festival 2016 teil und trat dabei u. a. gegen Bernabei an. Sie schaffte es allerdings nicht ins Finale. Anschließend erschien das dritte Album Mezzo respiro.

## Diskografie
Alben

| Jahr | Titel Label                                     | Höchstplatzierung, Gesamtwochen, AuszeichnungChartsChartplatzierungen (Jahr, Titel, Label, Platzierungen, Wochen, Auszeichnungen, Anmerkungen) | Anmerkungen                                               |
| Jahr | Titel Label                                     | IT | Anmerkungen                                               |
| ---- | ----------------------------------------------- | --- | --------------------------------------------------------- |
| 2014 | Domani è un altro film (prima parte) Baraonda   | IT1 ×2Doppelplatin · (42 Wo.)IT | Erstveröffentlichung: 6. Mai 2014 Verkäufe: + 100.000     |
| 2015 | Domani è un altro film (seconda parte) Baraonda | IT3 Platin · (32 Wo.)IT | Erstveröffentlichung: 11. Februar 2015 Verkäufe: + 50.000 |
| 2016 | Mezzo respiro Baraonda                          | IT17 (6 Wo.)IT | Erstveröffentlichung: 12. Februar 2016                    |
| 2018 | Non è un caso se… Baraonda                      | IT80 (1 Wo.)IT | Erstveröffentlichung: 8. Juni 2018                        |

### Singles
| Jahr | Titel Album                                                         | Höchstplatzierung, Gesamtwochen, AuszeichnungChartsChartplatzierungen (Jahr, Titel, Album, Platzierungen, Wochen, Auszeichnungen, Anmerkungen) | Anmerkungen        |
| Jahr | Titel Album                                                         | IT | Anmerkungen        |
| ---- | ------------------------------------------------------------------- | --- | ------------------ |
| 2014 | Domani è un altro film Domani è un altro film (prima parte)         | IT4 Gold · (18 Wo.)IT | Verkäufe: + 25.000 |
| 2014 | Ricomincio da me Domani è un altro film (prima parte)               | IT79 (2 Wo.)IT |                    |
| 2014 | La pioggia è uno stato d’animo Domani è un altro film (prima parte) | IT49 (9 Wo.)IT |                    |
| 2015 | Il mondo esplode tranne noi Domani è un altro film (seconda parte)  | IT96 (1 Wo.)IT |                    |
| 2016 | Mezzo respiro                                                       | IT69 (1 Wo.)IT |                    |

- Wendy (2014)
- Eterna (2015)
- Non importa di noi (2015)
- La storia infinita (2016)
- Guerra personale (2016)
- Non è un caso se l’amore è complicato (2018)
- L’impossibile (2018)
- Caramelle (2018; feat. Pierdavide Carone)

## Belege
1. ↑  Alessio Bernabei – Dear Jack. In: Maria De Filippi. Mediaset, abgerufen am 5. Februar 2016.
2. ↑  Deborah vince “Amici”, premio della critica per i Dear Jack. In: Il Secolo XIX. Italiana Editrice, 28. Mai 2014, archiviert vom Original (nicht mehr online verfügbar) am 14. Juli 2014; abgerufen am 5. Februar 2016.  Info: Der Archivlink wurde automatisch eingesetzt und noch nicht geprüft. Bitte prüfe Original- und Archivlink gemäß Anleitung und entferne dann diesen Hinweis.
3. ↑  Alessandro Alicandri: Dear Jack e Alessio Bernabei: le ragioni del successo. In: Panorama. Arnoldo Mondadori Editore, 30. Mai 2014, archiviert vom Original (nicht mehr online verfügbar) am 30. Juli 2014; abgerufen am 5. Februar 2016.  Info: Der Archivlink wurde automatisch eingesetzt und noch nicht geprüft. Bitte prüfe Original- und Archivlink gemäß Anleitung und entferne dann diesen Hinweis.
4. ↑  Dear Jack pronti al tour nei palazzetti. In: Tgcom24. Mediaset, 21. Juli 2014, abgerufen am 5. Februar 2016 (italienisch).
5. ↑  I Dear Jack cantano la sigla di «Che Dio ci aiuti 3»: il video in esclusiva. In: Sorrisi.com. Arnoldo Mondadori Editore, 25. September 2014, archiviert vom Original (nicht mehr online verfügbar) am 5. Februar 2016; abgerufen am 5. Februar 2016 (italienisch).  Info: Der Archivlink wurde automatisch eingesetzt und noch nicht geprüft. Bitte prüfe Original- und Archivlink gemäß Anleitung und entferne dann diesen Hinweis.
6. ↑  Paolo Di Pirro: Dear Jack – Il mondo esplode tranne noi. EarOne, 11. Februar 2015, abgerufen am 5. Februar 2016.
7. ↑  Kids’ Choice Awards 2015: Ecco tutti i vincitori! In: Gingergeneration.it. Abgerufen am 5. Februar 2016.
8. ↑  Annalisa Amici: Dear Jack: Alex Britti con loro sul palco a Roma. In: Cube Magazine. 30. Juni 2015, abgerufen am 5. Februar 2016.
9. ↑  Annalisa Amici: Dear Jack: al concerto di Verona sul palco con The Kolors e Briga. In: Cube Magazine. 8. Juli 2015, abgerufen am 5. Februar 2016.
10. ↑  Dear Jack, Alessio Bernabei dice addio alla band e ricomincia da solista. In: Tgcom24. Mediaset, 23. September 2015, abgerufen am 5. Februar 2016.
11. ↑  Dear Jack, Leiner Riflessi prende il posto di Alessio Bernabei. In: Tgcom24. Mediaset, 2. Oktober 2015, abgerufen am 5. Februar 2016.
12. ↑  Festival di Sanremo 2016, Carlo Conti da Massimo Giletti svela i venti Big in gara. In: Repubblica.it. 13. Dezember 2015, abgerufen am 5. Februar 2016.
13. ↑  Cristian Scarpone: Sanremo 2016: Un colorato nuovo inizio per i Dear Jack con l’album “Mezzo Respiro”. In: AllMusicItalia. Edizioni Molecola, 21. Januar 2016, abgerufen am 5. Februar 2016.
14. ↑  Dear Jack in den italienischen Albumcharts. In: Italiancharts.com. Hung Medien, abgerufen am 5. Februar 2016.
15. 1 2 3  Certificazioni. FIMI, abgerufen am 23. November 2019 (italienisch).
16. ↑  Chartquellen (Singles):
  - Dear Jack in den italienischen Singlecharts. In: Italiancharts.com. Hung Medien, abgerufen am 23. November 2019.
  - Archivio classifiche. FIMI, abgerufen am 23. November 2019 (italienisch).